# Peder Kjellberg
Peder Kjellberg (født 1. august 1902 i Vestre Aker, død 12. oktober 1975 i Bærum) var en norsk olympisk bokser, tømrer og skiinstruktør. Han boksede i vægtklassen fluevægt for Christiania Turnforenings Idrætsparti og var ansat som volontør ved den finske legation.
Han deltog under sommer-OL for Norge i 1920 i Antwerpen hvor han kom på en 9. plads i vægtklassen fluevægt.
Han vandt guldmedalje i vægtklassen fluevægt i NM 1920. 
Kjellberg arbejdede senere mange år i Italien som skiinstruktør. Han var også inspektør for Norges Røde Kors.
Kjellberg var gift med Maria Élena Cangini og de var forældre til Kristin Brita Kjellberg, ægtefælle til historikeren Ottar Dahl.